# Ulica Jana Matejki w Rzeszowie
Ulica Jana Matejki w Rzeszowie − jedna z ulic starego miasta, łączy Plac Farny z ulicą J. Słowackiego i rzeszowskim rynkiem.

## Historia
Ulica ta, biegnąca skrajem skarpy obronnej, równolegle do rzeki Mikośki, pierwotnie nazywała się "Rynkowa", gdyż prowadziła od rzeszowskiego rynku w kierunku placu Farnego. Później, po wybudowaniu jatek miejskich nadano jej miano "Rzeźnicka", by ostatecznie otrzymać miano "Jana Matejki".
W okresie międzywojennym ulica Matejki była jedna z najbardziej ruchliwych uliczek w centrum miasta, ulicą typowo handlową. Był tam wtedy jeden rzeźnik, dwa sklepy obuwnicze, dwa odzieżowe, siedem galanteryjnych, po cztery z wyrobami z jedwabiu i z żelaza, jedna hurtownia piwa, dwie restauracje i kilka innych drobnych form, w tym także hafciarska.

Jak pisze Marek Czarnota: 

W czasie okupacji Niemcy skomplementowali niechcący polskiego malarza, jego ulicę nazywając imieniem jednego z największych artystów w historii sztuki światowej - Albrechta Dürera.

 Po wojnie zaś przywrócono jej poprzednia nazwę, i pod takim imieniem ulica funkcjonuje do dziś.